# Космология в иудаизме
Космоло́гия в иудаи́зме — в философии и богословии иудаизма находят отражение различные мировоззренческие проблемы, связанные с космологией (наукой о свойствах и эволюции мироздания) на различных этапах развития этой науки. Эволюция взглядов иудеев на устройство Вселенной прослеживается с Библейского периода через Талмуд и средневековых философов, таких как Маймонид, особенно в рамках выработки отношения к учению Аристотеля. В переходный период к Новому времени имело место в целом положительное отношение еврейских учёных к системе Коперника.

## Введение
Наиболее популярный список догматов веры Маймонида не содержит указаний о правильном взгляде на устройство Вселенной, хотя сам Маймонид включает описание устройства Мира в свой кодекс «Мишне Тора». В связи с этим многократно ставился вопрос, как именно надо понимать описание сотворения и устройства Мира в Библии, насколько применим аллегорический подход к Писанию и как согласовать библейский рассказ и научные представления.

## Библейский период

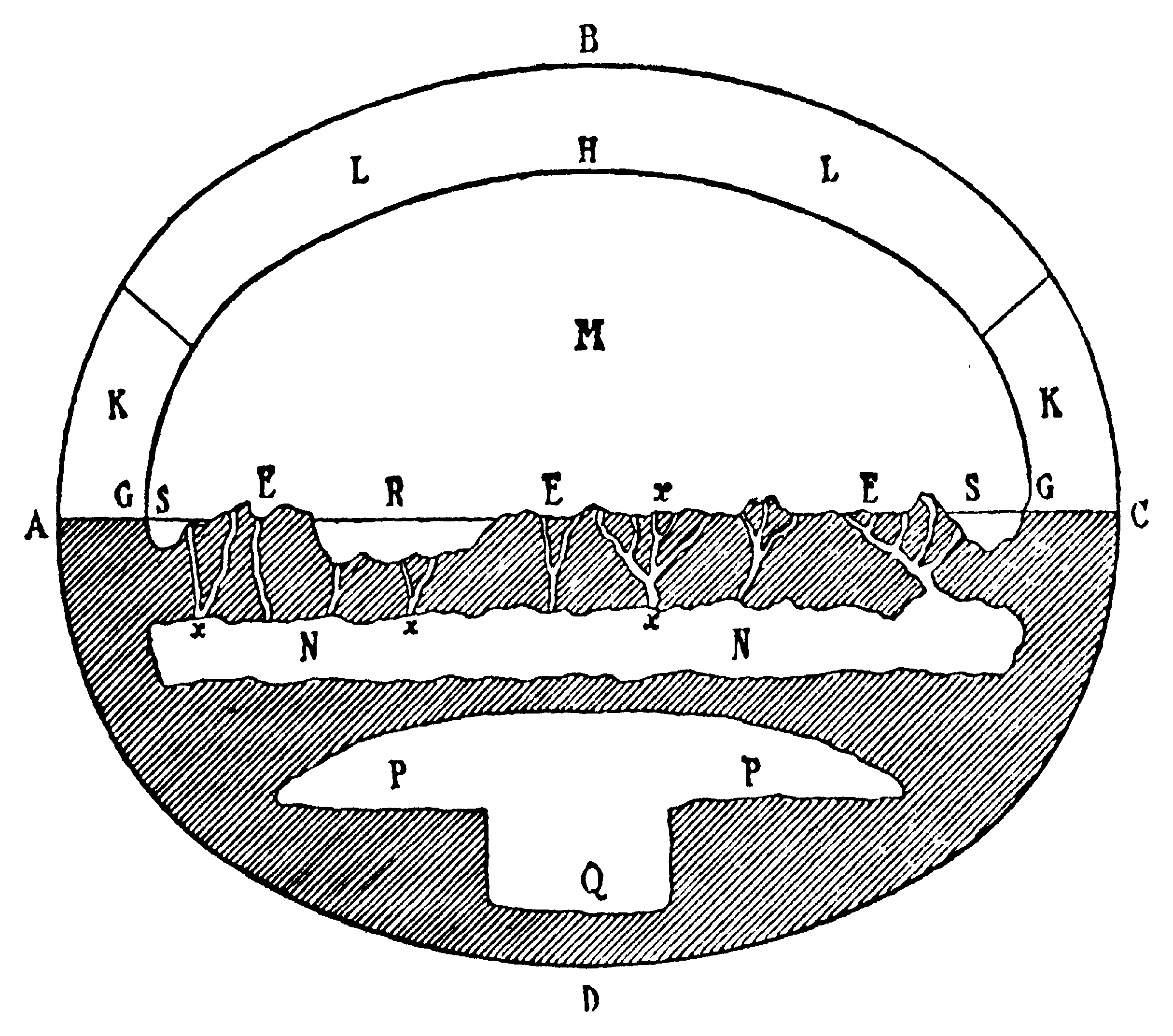
Попытка академической реконструкции библейской космографии известным астрономом Дж. В. Скиапарелли. На рисунке обозначено: ABC — полог неба, ADC — кривая бездны, AEC — плоскость земли и морей, EEE — Земля, GHG — поддерживающий его твёрдый свод, KK — хранилище ветров, LL — небесные воды, источник дождя, M — воздушное пространство, где формируются тучи, NN — подземный водоём (соединён с морем протоками), PQP — жилище мёртвых («sheol», שאול), SS — море, xxx — источники из великой бездны.

Сотворение Мира по Книге Бытия прежде всего подчёркивает космогонический аспект — весь Мир возник по частям в течение определённого периода времени, начиная с неба, земли и света и заканчивая человеком. Библия, в отличие от других древних сказаний, не знает теогонии — Бог существовал всегда, и по Его Воле возник Мир (Быт. 1).
Среди сотворённых предметов — небесная твердь (ивр. רָקִיעַ‎, «rakia‘», Быт. 1:6), разделяющая нижние и верхние воды (Быт. 1:7), а также небесные тела, которые установлены на небесной тверди (Быт. 1:14). Солнце и Луна являются светилами (Быт. 1:16). Светила призваны для знамений, времён, дней и годов, что, видимо, подразумевает понятие о дневном и годовом циклах небесных тел. «Твердь» (ивр. רָקִיעַ‎, «rakia‘», Быт. 1:6, 7, 15, 20) упомянута отдельно от небес, так что возникает неясность, говорится о том же или нет. Многие традиционные комментаторы до Нового времени понимали ивр. רָקִיעַ‎ «rakia‘» как твёрдую сферу, хотя, возможно, и не совпадающую с небесами. Это, например, Раши, Нахманид и Абрабанель.
Маймонид даёт свою точку зрения только намёком
, что породило много исследований. До недавних дней почти исключительной точкой зрения было, что Маймонид имел в виду какую-то часть воздуха, но недавно появились новые аргументы в пользу того, что всё-таки имелось в виду твёрдое небо.
Некоторые другие классические комментаторы Торы производили различие между «raki’a» и твёрдыми небесами, хотя и не сомневались в существовании последних. Так, Ибн Эзра (1089—1164) и рабби Давид Кимхи (1160—1235) утверждали, что «raki’a» — это ивр. «avir», אויר‎ (воздух, пространство между нижней водой в морях и верхней водой в облаках); вслед за ними современное традиционно-академическое издание ивр. Da'at Miqra,דעת מקרא‎ отождествляет «raki’a» с атмосферой. Полемику по толкованию небес и тверди подытожил традиционный комментатор Малбим в XIX веке: «Комментаторы строили замки на паутине, потому что думали, что звёзды находятся на твёрдом небе, но сейчас мы знаем, что они находятся в эфире».
Небо описывается в Библии как полог над кругом земли (Ис. 40:22). В данном месте употреблено слово ивр. «khug», חוג‎, которое, скорее всего, означает «круг», а не «шар». От этого же корня происходит инструмент плотника ивр. «mekhuga», מחוגה‎ для изготовления круглых предметов в Ис. 40:22. Небосвод поддерживается колоннами (Иов. 26:11), в нём могут открыться окна (Быт. 7:11), по нему двигаются светила, как в книге Йеошуа (Иисус Навин), где он остановил Луну и Солнце (Нав. 10:12—14).
Академическому исследованию библейских представлений о небе и Вселенной посвящена обширная литература, но идентификация библейских названий планет, созвездий и звёздных скоплений сталкивается со значительными затруднениями. Кроме Луны и Солнца, Библия, по мнению текстологов, упоминает Венеру и Сатурн, (Ремфан), Плеяды, Гиады, Возничего, Орион и Арктур. (Маззарот) и, метеориты. Нельзя исключить, что упоминаются также Юпитер и кометы.
Про Землю в одних местах говорится, что она распростёрта над водами, в других — что Земля подвешена над пустотой. Оба образа перешли из Библии в молитвы. Талмуд также говорит, что земля покоится на столбах, их — 12 по числу колен Израиля, а иные говорят, что семь, а другие говорят, что всего один, и называется «Праведник». Последнее наводит на мысль, что, возможно, в некоторых местах имеется в виду не физическое устройство, а то, что устойчивость Мира зависит от поведения людей.

## Талмудический период

### Устройство Вселенной
Талмуд не даёт систематического изложения взглядов Мудрецов Талмуда на природу неба, движения небесных тел и т. п. Вполне возможно, что разные авторитеты Талмуда в разных местах демонстрируют разные теории: практической астрономии, мистические или символические. О серьёзном влиянии греческой философии можно говорить прежде всего в связи с Филоном, взгляды которого остались вне еврейской традиции до XVI века. Однако влияние ассиро-вавилонской астрономии несомненно, что выражается даже в современных названиях еврейских месяцев. В некоторых случаях прослеживается влияние досократиков и более поздних греческих философов, а иногда Талмуд выдвигает собственные представления, не имеющие аналогов в других культурах.
Небо, по Талмуду, твёрдое; небесные тела скользят по нему, производя шум и даже стружку, из-за этого днём звуки слышны хуже, Маймонид отождествил этот взгляд с теориями пифагорейцев. Над небом находятся верхние воды; по одной из талмудических теорий, облака наливаются водой из верхних вод через дырочки в небесном своде, по другой — вода испаряется из морей или из верхних вод, последний взгляд встречается у Ксенофана. Сами небеса сделаны из воды, отвердевшей как молоко при производстве сыра. По другому описанию, небеса сделаны из сочетания воды и огня, что сходно с теорией небес по Анаксимандру. Оценка толщины небес сильно варьирует в разных источниках — от нескольких пальцев до дистанции, которая требует путешествия в 500 лет, причём толщина небес связывается с продолжительностью сумерек.
Согласно Талмуду, Земля имеет круглую форму и окружена со всех сторон водой. Так, аггада описывает, что Александр Македонский поднялся и видел Землю как шар, а океан — как миску с водой. Мудрецы Талмуда полагали, что Земля круглая, но, в отличие от греков, как и вавилоняне, считали, что «нижняя» половина её находится в воде. Земля уподобляется в талмудической литературе глазу человека: белок глаза — океан, окружающий весь мир, зрачок — место обитания людей, главная точка в нём — Иерусалим. Другое сравнение — океан как миска с крышкой. Ещё один вариант описания Вселенной, по-видимому, совершенно оригинальный, состоит в том, что «Земля покоится на воде, вода на горах, а горы — на ветре, а ветер висит на нитке, которая есть часть амулета на плече Всевышнего». Некоторые высказывание скорее говорят о том, что Земля плоская, например, рабби Натан утверждал, что во всех обитаемых местах Земли звёзды находятся в тех же позициях.
В силу такой картины Мудрецам Талмуда необходимо было ответить на вопрос, где Солнце ночью? В Талмуде сравниваются две теории: самих Мудрецов Талмуда и в соответствии с мнением мудрецов народов мира. По мнению Мудрецов Талмуда, Солнце ночью возвращается к месту восхода над небом, а по мнению мудрецов народов — под землёй. Талмуд заключает, что народы мира более правы, хотя Мидраш допускает, что движение может быть разным в зависимости от времени года. Интересен решающий аргумент в пользу мудрецов народов: потому что ночью источники теплее, чем днём (по Мидрашу зимой), что, по-видимому, означает, что Мудрецы Талмуда не осознали всех деталей геоцентрической картины Аристотеля. В других местах Талмуда картина описывается ещё подробнее: по рабби Элиэзеру, Солнце доходит до юго-западного угла неба, где у неба нет стенки, и возвращается по горизонтальному кругу за небом через север; по мнению рабби Йеошуа, Солнце поднимается над небом через окно и возвращается назад вертикально над небом. Поскольку видимое место захода и восхода меняется ото дня ко дню, представление об отверстиях в небе расширяется: 365 окон сотворил Всевышний для солнца, 182 — на востоке, 182 — на западе, и ещё одно — посередине неба, откуда оно появилось при Сотворении Мира. Другой источник утверждает, что Солнце само проделывает себе тоннель в земле.
В Талмуде приводится рассуждение раввина Иехуда ха-Наси (II век нашей эры) о том, что об этом думают еврейские мудрецы и мудрецы других народов. Еврейские мудрецы представляли себе небосвод в виде твёрдого непрозрачного колпака, который лежит на Земле-диске. Солнце днём проходит под небосводом, а ночью возвращается обратно над небосводом. По мнению же мудрецов других народов (в изложении Иехуды) — Солнце ночью двигалось под землёй. Иехуда заключает, что мудрецы других народов правы, потому что ночью источники теплее, чем днём, то есть он полагал, что ночью солнце из-под земли подогревает воду в ручьях.

В серии рассказов вавилонского амора Раба бар бар-Хана он даже видит воочию окна:
Сказал мне один араб: «Хочешь, я покажу тебе место, где сходятся земля и небо?» Пошёл я туда и увидел, что в небе — окна. Положил я на окно свою корзину; пока помолился, корзина исчезла. Спросил я: «Что в этом месте есть воры?» — «Нет, это небесная твердь вращается, приходи на это же место завтра и найдёшь».
Живший в одиннадцатом веке комментатор Талмуда Раши к данному месту поясняет, что здесь подразумевается, что твердь вращается с закреплёнными на ней созвездиями, как говорят мудрецы народов мира в трактате Песахим, причем рав Аха Бар Яаков утверждает, что в их картине Мира твердь вращается вокруг фиксированной оси. Впрочем, по крайней мере, в одном месте приводятся обе точки зрения: «звёзды двигаются над твердью, а твердь покоится. А некоторые говорят, твердь движется вместе со звёздами». В Мидраш Рабба  после обсуждения разных вариантов движения солнца, приводится скептическое высказывание Рабби Шимона Шимон бар Иохай, что такие вещи недоступны человеческому познанию (Берешит Рабба 6:8).
В некоторых местах Талмуд утверждает множественность миров (18 000 миров), а также небес — два или более. Упоминается также, что одно из небес — это Ракиа (второе небо из семи), и на нём закреплены Солнце, Луна и звёзды. То же мы находим и в апокрифических книгах; так, во «Второй книге Еноха» говорится про «семь кругов», на которых находятся семь небесных тел примерно в том же порядке, что и у Птолемея, правда, звёзды у Еноха ниже сфер, а не выше. Впрочем, с апокрифами всегда связаны проблемы нахождения правильных редакций. Более того, апокрифические книги были отвергнуты основными течениями иудаизма. Так, Мишна фиксирует мнение рабби Акивы, что изучающего «внешние книги» (иудейская апокрифическая литература) постигнет небесная кара. Поэтому описание мира ангелов и множественности небес в апокрифах, строго говоря, не относится к теме настоящей статьи, хотя начало тенденции можно уловить в книге Даниэля, единственной библейской книге, где встречаются имена ангелов (Дан. 10:13 и далее).

### Практическая астрономия; гипотезы о природе небесных тел и небесных явлений
Главной задачей астрономии для Мудрецов Талмуда было установление лунно-солнечного календаря. С этой целью проводились наблюдения за движением Луны и небесными событиями. Так, Гамлиэль II утверждает, что ещё его деду Гамлиэлю старшему было известно значение средней длины лунного месяца в 29 дней 12 часов и 793/1080 часа. В знании о таком значении нет ничего сверхъестественного, оно содержится со ссылкой на Гиппарха (II век до н. э.) в книге Птолемея «Альмагест» (II век н. э.). Кроме того, оно лежит в основе одной из двух вавилонских систем астрономических расчётов, известной как «Вавилонская система B», и было найдено на вавилонских глиняных табличках. Правда, данное значение выражено и у Птолемея, и в вавилонских текстах в иной форме, а именно в шестидесятеричной записи, что дало возможность некоторым исследователям построить гипотезу о независимой оценке длины лунного месяца у древних евреев. Впрочем, Талмуд не скрывает, что раббан Гамлиэль «изучал греческую мудрость, так как был близок к дому императора». Древние вавилоняне пришли к довольно точному значению средней длины месяца уже в пятом веке до нового исчисления, примерно за двести лет до Гиппарха.
Больше всех Мудрецов Талмуда известен астрономическими познаниями Шмуэль из Негардеи (Samuel of Nehardea), получивший даже прозвище «Ярхинай» («Лунник»). Он сумел вычислить еврейский календарь на 60 лет вперёд, будучи в Вавилоне, хотя обычно его определяли в Палестине. Шмуэль обсуждал астрономические вопросы с вавилонскими мудрецами и заявил даже, что небо известно ему как тропинки в родной Негардее, одного лишь одного он не понимает: что такое падающие звёзды (ивр. «zikin», זיקין‎, вариант: кометы — ивр. «kochava deshavit», כוכבא דשביט‎)? Другие Мудрецы Талмуда предлагают ответы на этот вопрос: например, что это — свет с той стороны неба. Из этого видно, что небо считалось твёрдым и непрозрачным. Учение Шмуэля дошло до нас в виде «Барайта деШмуэль». Точное время составления Барайты неизвестно. Скорее всего, она пополнялась на протяжении длительного времени, так как содержит пример расчёта для такой поздней даты как 766 год.
Фазы Луны Талмуд объясняет тем, что рядом с Луной находятся два облака и периодически закрывают её. Солнце делается красным на восходе и заходе из-за отблеска — в одном случае райских садов из роз, а в другом случае адского огня. В Талмуде встречаются и другие астрономические гипотезы: что в Плеядах больше звёзд, чем видит глаз, а именно — сто (сейчас Плеяды считаются скоплением многих сотен звёзд), что всего звёзд очень много, что бывают звёзды, которые не светят. Рабби Йеошуа упоминает звезду, «появляющуюся раз в семьдесят лет и сбивающую кормчих с пути»; возможно, он имел в виду комету с малым периодом обращения.

## От Талмуда и до Коперника

### Споры между сторонниками традиционных талмудических и научных представлений
В эпоху гаонов евреи испытали влияние расцвета мусульманской цивилизации. В частности, многие еврейские мудрецы этого и более позднего периода, изучавшие науки и философию (включая Маймонида, Герсонида, Крескаса, Йосефа Альбо) были хорошо знакомы с системой Птолемея сначала в арабском переводе книги «Альмагест». В XII веке появилось и первое изложение астрономии Птолемея на иврите, сделанное Авраамом бен-Хия во Франции.

Так, Саадия Гаон (1-я половина X века) описывает представления рабби Йеошуа и рабби Элиэзера, что они оба были согласны, что ночью Солнце над Землёй и скрыто непрозрачным небом, и разошлись только, как оно возвращается к вратам востока, чтобы появиться вновь.
— Но у нас сейчас принято считать — продолжает Саадия Гаон, — что и Земля и небо шарообразны, что Земля — как точка внутри неба, и что Солнце ночью не видно, так как оно находится с другой стороны Земли.
Подобные вещи писали рав Шрира Гаон и рав Хай Гаон, а Рабейну Хананель в комментарии к уже несколько раз упомянутому месту из трактата Песахим всё ещё держится за талмудические представления: «хотя в наше время наблюдатели звёзд и отрицают, мы не слушаем их, а только Мудрецов Талмуда».

Примерно те же тенденции продолжались в эпоху ришоним. Маймонид пишет: 
Не требуй от меня согласиться со всем, что говорили о свойствах неба Мудрецы Талмуда. В то время науки не получили должного развития, и Мудрецы говорили это не по пророческой традиции, а то, что усвоили от мудрецов народов того времени.
 Так, трение Солнца о небо, описанное в Талмуде, Маймонид приписывает влиянию школы Пифагора.
Опираясь на стих «из сынов Иссахаровых (пришли) люди разумные, которые знали, что когда надлежало делать Израилю, — их было двести главных» (1Пар. 12-32), он полагает, что у древних евреев знания по астрономии были, но оказались утраченными. В целом Маймонид считает, что доказанная истина самодостаточна, поэтому неважно, от кого именно она получена — от еврейских ли пророков или от греческих учёных.

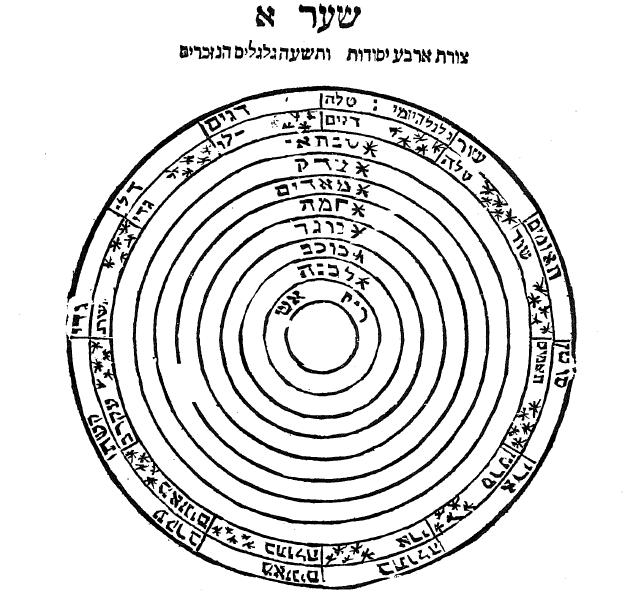
Схема геоцентрической системы мира (из книги Давида Ганса «Нехмад венаим», XVI век). Подписаны сферы: воздух, Луна, Меркурий, Венера, Солнце и выше. Про самую внешнюю автор сообщает, что есть сомнения, существует ли она. На ней не было ничего, но она отвечала за предварение равноденствий

| - Иллюстрации анонимного автора к «Законам о Новомесячьи» Маймонида - Объяснение лунных фаз. - Объяснение колебаний длины периода невидимости Луны с помощью эксцентров — кругов со сдвинутым центром. - Схема теории эпициклов. |

Иллюстрации анонимного автора к «Законам о Новомесячьи» Маймонида
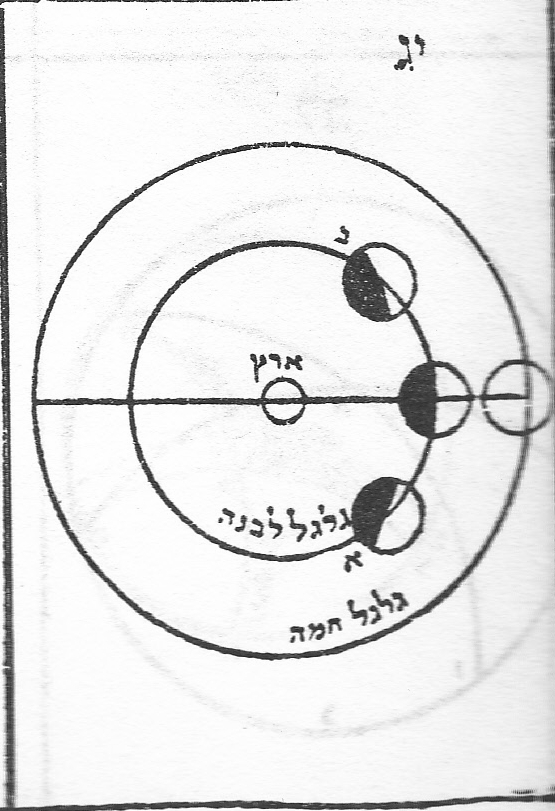
Объяснение лунных фаз.
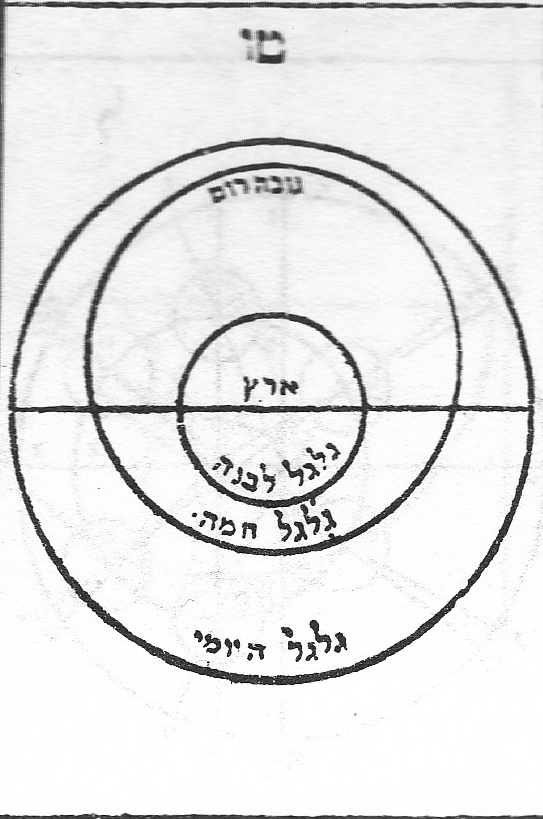
Объяснение колебаний длины периода невидимости Луны с помощью эксцентров — кругов со сдвинутым центром.
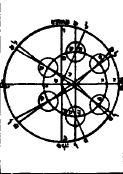
Схема теории эпициклов.

Средневековые еврейские ученые достаточно хорошо разбирались в астрономии; так, Авраам ибн Эзра написал первый на иврите трактат об астролябии в 1146 году в Вероне
, сохранились астролябии того периода с надписями на иврите.
Большой вклад в развитие европейской астрономии внесли еврейские астрономы Исаак Бен Сид и Иегуда бен Моше, которые в 1252—1270 годах в христианском Толедо, работая под покровительством короля Леона и Кастилии Альфонсо X Мудрого, составили Альфонсинские таблицы.
Однако, несмотря на широкое распространение научных астрономических знаний, некоторые авторы продолжали придерживаться системы Талмуда, вплоть до вычисления толщины неба по длительности сумерек. В их числе, например, авторитетный раввин Рабейну Там из группы Тосафот. Те же взгляды повторяет со ссылкой на него крупнейший авторитет галахи (еврейского закона) рабби Шломо бен Адерет (РАШБА) (1235—1310). Те же взгляды приписывают и учителю РАШБА — самому Нахманиду (рабби Моше бен Нахман, РАМБАН). Представление о пути Солнца под Землёй встречается и в обсуждении практического закона. Так, выдающийся раввин Йосеф Каро цитирует в книге Бейт Йосеф (Дом Иосифа) мнение раввина XII века Элиезера бен Шмуэль из Меца, что воду для мацы надо забирать сразу после захода Солнца, так как ночью источники нагреваются.
Противоречия между более традиционной школой Нахманида и более научно-ориентированной школой Маймонида не были секретом. Так, комментатор Мишне Тора Авраам бен Моше ди Ботон (1545—1588), автор «Лехем Мишне», комментария на «Мишне Тора», замечает, что непонятно, почему Рабейну Там и его последователи всё ещё пользуются теорией сумрачного тоннеля, когда сами Мудрецы Талмуда признали свою неправоту. Известный учёный Азария де Росси прямо утверждал, что взгляды Мудрецов Талмуда основываются на устаревшей космологии. Примерно то же, но с некоторым апологетическим оттенком писали известные комментаторы Торы Ицхак Арама и Ицхак Абрабанель, первый утверждал, что Мудрецы не занимались науками, только если они нужны для изучения Торы, а второй упирал на влияние древних мыслителей Плиния и Плотина. 
В средневековых памятниках мистической литературы иудаизма утверждается не только шарообразность Земли, но и то, что она одинакова в разных местах; с другой стороны тоже живут люди, как и у Аристотеля. В более позднее время была даже сделана попытка, не поддержанная академическими исследователями, истолковать данное место Книги «Зоар» как указание на вращение Земли вокруг своей оси. О картине Мира в представлениях еврейских мистиков см. статью Каббала.

### За и против Аристотеля
Особое место в иудейских представлениях об устройстве природы (как и в мусульманских и христианских) занимало учение Аристотеля. Наибольшая роль в распространении его воззрений среди иудеев принадлежит Маймониду, который в работе «Путеводитель растерянных» сделал попытку примирить Аристотеля с Торой. Так, Маймонид утверждает, в соответствии с книгами греческих мудрецов, что всего сфер девять, и даёт им имена из Библии: Шамаим (небо), Ракиа (небосвод), Звуль (жилище) и Аравот (смешения). Сферы прозрачны и плотно прилегают друг к другу, не оставляя пустоты. Материал этих сфер отличается от материала всех земных тел. Сам факт наблюдаемого движения сфер используется Маймонидом как доказательство существования Всевышнего. 
Он управляет сферой мироздания при помощи беспредельной и беспрерывной силы. Ибо сфера эта постоянно вращается. И невозможно, чтобы она вращалась сама по себе. А Он, Благословенный, вращает её без руки и без тела.
Сам Всевышний, однако, совершенно свободен от всех материальных и позитивных атрибутов, про него нельзя сказать, что Он находится в пространстве или времени. Сферы мироздания, вложенные друг в друга, ассоциируются с иерархией ангелов. Сферы являются одушевлёнными существами, находящимися в совершенном вращательном движении по собственной свободной воле с помощью соответствующего ангела.

Ближняя к Земле часть космоса по представлениям Ралбага. В центре — Земля, затем слой метеоров, затем Луна, затем Меркурий. Между сферами планет находится жидкость

Несколько отличную позицию занимал Леви Бен Гершом (РаЛБаГ, Герсонид). На словах во всём соглашаясь с Аристотелем, он глубоко переосмыслил его физическое учение. Это касается, например, теории Аристотеля о естественном месте тел, согласно которой для воздуха и огня естественно быть вверху, а для воды и земли — внизу. По Герсониду, все тела стремятся к центру Земли, просто одни стремятся сильнее, а другие — слабее. Наконец, Хасдай Крескас вообще отвергал философию Аристотеля, считая, что она накладывает слишком большие ограничения на всемогущество Господнее. Так, Крескас подверг сомнению постулат Аристотеля, что тела без постоянно действующей на них силы останавливаются; предположил существование пустоты, бесконечность пространства. В вопросе о естественном месте тел он разделял взгляды Герсонида.

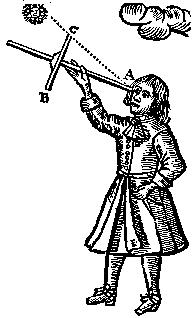
Посох Якова — астрономический инструмент для измерения углов на небесной сфере, изобретённый Леви Бен Гершомом

Два аспекта споров вокруг научного наследия греков имеют прямое отношение к космологии. Во-первых, во времена Маймонида астрономы и философы осознали, что между физикой Аристотеля и общепринятой к тому времени планетной теорией Птолемея существует глубокое противоречие (так называемый «Андалусийский бунт»). Маймонид полностью разделял позицию критиков Птолемея, однако его собственные представления о путях выхода из кризиса не вполне ясны. В «Путеводителе растерянных» из двух модификаций геоцентрической системы, с эпициклами и с эксцентрами, Маймонид предпочёл вторую, — небесные тела двигаются по кругу вокруг Земли вместе с твёрдыми сферами, но центр сфер смещён относительно Земли, — поскольку она требует для моделирования планетных движений меньшее число кругов. С другой стороны, в разделе 2:24 он ссылается на планетную теорию, которую разработал арабский философ XI—XII вв. Ибн Баджа (один из родоначальников «Андалусийского бунта»). В этой теории вовсе не было эпициклов, а все планетные движения моделировались исключительно с помощью эксцентрических кругов. Однако Маймонид нашёл также эту теорию неудовлетворительной, поскольку эксцентры не менее противоречат физике Аристотеля, чем эпициклы. Наконец, Маймонид находил неприемлемой и теорию гомоцентрических сфер (которой следовал Аристотель и в XIII в. развивал мусульманин ал-Битруджи), поскольку она была не в состоянии объяснить нерегулярность движения планет. Маймонид вообще не исключал, что человеческого разумения недостаточно для постижения устройства Вселенной. Тем не менее, он считал возможным использовать теорию Птолемея для вычисления координат небесных тел.
Герсонид полагал, что большинство доводов против эпициклов, предлагаемых философами, не выдерживает критики. Однако, он привёл свои собственные доводы против эпициклов, основанные на астрономических наблюдениях. Например, при движении по эпициклам мы должны видеть небесные тела с разных сторон, чего не происходит, например, с Луной. По мнению Герсонида, теорию движения планет необходимо строить на основе модели эксцентров. В его теории эксцентрические сферы не прилегают плотно, а отделены слоем жидкости. Свойства этой жидкости сходны со свойствами обычных земных жидкостей, и тут рабби Леви начал отход от представлений Аристотеля, что вещества на небе имеют другую природу, чем земные. Кроме того, Герсонид внёс большой вклад в практику астрономических измерений: изобретённый им инструмент «Посох Якова» позволил быстро и надёжно измерять небесные углы. Он сам проделал много измерений и обоснованно утверждал, что улучшил результаты Птолемея. Кроме того, он внёс в астрономию физичность. До того астрономия считалась частью математики, но рабби Леви говорил, что для проверки гипотез надо учитывать наблюдаемые физические характеристики небесных тел, такие, например, как яркость, а не только их положение на небе.
Другой предмет космологических споров того времени (характерный и для философов католического Запада) касается возможности существования за пределами границы нашего мира иных миров, со своими землями, солнцами и звёздами. Большинство философов отвергали их существование на основании тех же доводов, что в древности приводил Аристотель. Однако все эти доводы были отвергнуты Хасдаем Крескасом. Он был едва ли не единственным средневековым философом, считавшим существование других миров возможным.

## Учение Коперника и иудаизм
Начиная с Талмуда и далее достижения «греческой мудрости» считались чем-то чужим и опасным, вплоть до почти полного запрещения (см. Шломо бен Адерет). Поэтому появление системы Коперника не встретило особенно ярого сопротивления, хотя отмечалось противоречие с некоторыми стихами Танаха (еврейской Библии).

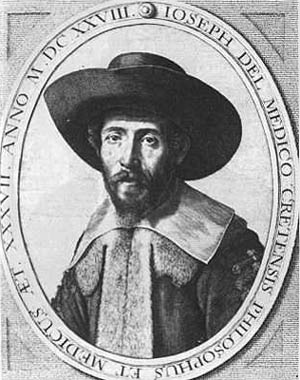
Йосеф Дельмедиго

Первым еврейским сочинением, где упоминается новая система, была книга ивр. באר הגולה ‎ («Be’er ha-gola», «Кладенец изгнания» 1593 год, Прага) Махараля из Праги. В качестве яркого примера ненадёжности научных знаний, в отличие от знаний, полученных из Откровения, Махараль приводит только что появившуюся в 1543 году систему Коперника, не называя его по имени. По мысли Махараля, появление «мастера новой астрономии» показывает шаткость научных знаний, ведь даже астрономия оказалась сомнительной!
Первое и притом восторженное упоминание имени Коперника встречается в книгах Давида Ганса (1541—1613), работавшего вместе с Тихо Браге и Кеплером. Ганс написал две книги на иврите: краткую ивр. מגן דוד‎ («Magen David», «Щит Давида») (1612) и полную версию ивр. נחמד ונעים‎ («Nehmad venaim», «Хорошо и приятно») (1743); только первая вышла при жизни автора. Там подробно и объективно излагаются три системы Мира: Птолемея, Коперника и Тихо Браге, причём автор не отдаёт предпочтение ни одной из них.
Затем, в 1629 году появляется книга ивр. ספר אֵילִם‎ («Эйлим») Иосифа Дельмедиго (1591—1655). Автор прямо пишет, что доводы за систему Коперника столь убедительны, что её может отвергнуть только глупец. Дельмедиго учился в Падуе и был лично знаком с Галилеем.
В свете суда над Галилеем и запрещения его книг католической церковью представляет интерес, не пытались ли объявить гелиоцентризм ересью в рамках иудаизма. Такой вопрос поставил рабби  Пинхас Элияу Горовиц в авторитетной книге Сефер ха-Брит (Книга Завета) ивр. ספר הברית‎, выпущенной первый раз в 1797 году и выдержавшей много изданий. Автор не согласен с системой Коперника, но считает, что это учение ересью не является. Знаменитое отлучение Баруха Спинозы от еврейства за ересь в 1656 году никак не было связано с положительным отношением Спинозы к системе Коперника.
В более поздней еврейской литературе можно найти как положительное, так и отрицательное отношение к гелиоцентрической системе.
Исаак Кардозо в своём сочинении 1673 года «Свободная философия в семи книгах» (лат. «Philosophia libera in septem libros distributa» привёл аргументы за и против системы Коперника и отверг её.
Положительное отношение ивр. ספר ישוע בישראל‎ («Sefer Iyeshua beIsrael», «Книга о спасении Израиля») рабби Йонатана бен Йосеф из Рожаны, ивр. «נצח יראל»‎ («Netzah Israel», «Вечность Израиля») Исраэля Галеви, ивр. עמודי השמים‎ («Amudei ha-Shamaim», «Столбы Неба») Баруха Шика, а также комментарий известного философа Соломона Маймона ивр. גבעת המורה‎ («Giv'at ha-More», «Гора учителя») к «Путеводителю растерянных» Маймонида.
Сдержанное отношение демонстрирует р. Давид Нието из Венеции (1654—1728) в книге ивр. אש דת («Esh dat», «Огонь закона»)‎, в основном посвящённой борьбе с саббатианской ересью. Система Коперника отвергается автором на основании стихов из книги Йеошуа (Иисус Навин), где тот остановил Солнце (Нав. 10:12). Зато р. Нието готов признать обитаемость других звёзд, что тогда было достаточно необычно.
Сходно с предыдущим р. Рафаэль Галеви из Ганновера в астрономическом и календарном трактате ивр. ספר תכונת השמים («Sefer techunat ha-Shamaim», «Устройство неба»)‎ (1756 год, Амстердам) признаёт преимущества «новой системы», но пользуется старой.
Особняком стоит книга р. Тувии Акоэна из Метца. Р. Тувия учился, в числе прочего, в университете Падуи, как и Дельмедиго, но в книге ивр. «מעשה טוביה»‎ («Ma'ase Tuviya», «Деяния Тувии») называет Коперника «первенцем сатаны» , главным образом из-за противоречие со стихом из Экклезиаста: «А земля стоит вовек» (Екк. 1:4). Правда, автор цитирует и затрудняется объяснить Мидраш, где Мудрецы Талмуда предполагают движение Земли и объясняют её название так: «Эрец» (Земля) от корня «рац» («бежать»), «потому что Земля бежит, чтобы выполнить Волю Создателя».
В XVIII и XIX веках многие видные раввины все ещё придерживались геоцентрической системы: Яков Эмден, Йонатан Эйбешюц. Моше Софер (Хатам Софер) склонялся к геоцентризму, но признавал, что обе стороны имеют сильные аргументы. Всецело за систему Коперника был основатель ортодоксального модернизма Шимшон Рафаэль Гирш и многие другие, причём соотношение сил постепенно менялось в пользу гелиоцентризма. Гирш объяснял, что Библия даёт уроки морали, а не науки, причём пользуется выражениями языка людей. Давид Фризенхаузен выпустил на рубеже XVIII—XIX веков две книги, выдержанные в глубоко религиозном духе, для популяризации научных знаний: ивр. כליל חשבון «Клиль Хешбон»‎ (Полный счёт) и ивр. מוסדות תבל‎ «Мосдот Тевель» (Основания Вселенной). В первой он изложил алгебру и геометрию, а вторую посвятил устройству Вселенной. Он всецело стоит на позициях коперниканства, рассуждает о возможности жизни на других планетах, о возможности планет у других звёзд и призывает к полному разделению религии и науки в духе непересекающихся магистерий С. Дж. Гулда. В довершение ко всему Фризенхаузен написал уникальную субботнюю песню о планетах Солнечной системы.
В более позднее время прямые нападки на гелиоцентрическую систему у евреев практически на наблюдаются, но периодически высказываются сомнения по поводу того, насколько можно верить науке вообще и гелиоцентрической системе — в частности.

В качестве курьёзного примера маргинальных отрицателей гелиоцентрической системы уже в эпоху полётов на Луну можно привести Пинхаса Вабермана из ультра-ортодоксального квартала Иерусалима «Меа Шеарим», издавшего в 1967 году частным образом книгу каббалиста XVII века Хаима Виталя об астрономии и Галахе ивр. ספר התכונה‎. Ваберман написал приложение к старинному тексту Виталя, где говорит о системе Коперника:
В этом сочинении мы продемонстрируем ясно и способом, не допускающим возражений, что его система есть ложь и обман, что она кощунственна и еретична. Ибо правда в том, что Земля — центр всех орбит, и это позиция Торы и Мудрецов и всех мудрых евреев, и это вечная истина на все времена.
В XX и XXI веках встречаются утверждения, что после теории относительности вопрос о системе Мира утратил прежнее значение, так писал, например, бывший израильский министр и член Кнессета Шломо Бенизри в пособии по еврейскому календарю. Но даже в ультра-ортодоксальных кругах пришли к выводу, что нападки на систему Коперника скорее вредны. Так писали такие авторитеты, как редактор «Талмудической энциклопедии» раввин Йона Мерцбах и председатель раввинского суда Моше Штернбух.

## Новое время
Людей, которые борются за талмудическую теорию пути солнца, сейчас практически нет, хотя критика науки иногда проводится. Стихи Писания, противоречащие современным взглядам, обычно понимаются с той или иной долей аллегоризма, или в мистическом прочтении, или с вычленением главной идеи, донесённой в образах древних представлений.
Так, про некоторые выражения из Торы Талмуд говорит, что «Тора пользуется языком, привычным людям» (ивр. דיברה תורה כלשון בני אדם ‎). У ришоним это выражение расширяется для объяснения антропоморфизмов в описании Бога, а иногда и на использование Торой представлений людей о мире (Ибн Каспи, XIV век). В новое время некоторые мыслители предлагали дальнейшее расширение данного выражения и на геоцентрические места Танаха (еврейской Библии); тогда получается, что Тора объясняет Сотворение Мира, пользуясь представлениями людей, а не утверждая их.
Иногда предпринимаются попытки совместить Библейскую картину Сотворения Мира с научными теориями Большого Взрыва и эволюции. При этом такие слова, как ивр. «raki'a», רקיע‎ (Быт. 1:6), понимаются не как твердь, а как простирание, пространство, протяжение или даже притяжение, а дни Творения — как длительные эпохи, как, например, в книге профессора  Натана Авиезера «В начале».
Бытует своеобразное преломление геоцентризма в форме представления об уникальности человеческого рода. Например, рабби М. М. Шнеерсон (Любавический Ребе) считал, что внеземной разум, если и существует, должен принципиально отличаться от нашего, так как у них не может быть Торы, ибо она слишком связана с Землёй.